# پتروفکا (شهرستان بلگورودسکی، استان بلگورود)
پتروفکا (انگلیسی: Petrovka, Belgorodsky District, Belgorod Oblast) یک شهرک در بخش بلگورودسکی استان بلگورود کشور روسیه است.